# Phaonia trigonota
Phaonia trigonota este o specie de muște din genul Phaonia, familia Muscidae, descrisă de Wulp în anul 1896.
Este endemică în Nicaragua. Conform Catalogue of Life specia Phaonia trigonota nu are subspecii cunoscute.